# Krzysztof Mitręga
Krzysztof Mitręga (ur. 4 marca 1964 w Toruniu) – żołnierz, generał brygady Wojska Polskiego w stanie spoczynku.

## Życiorys
Absolwent Wyższej Szkoły Oficerskiej Wojsk Rakietowych i Artylerii w Toruniu (1987) oraz Akademii Obrony Narodowej w Warszawie, ukończył studia podyplomowe na Uniwersytecie Szczecińskim i w Akademii Wojennej Wojsk Lądowych Stanów Zjednoczonych (United States Army War College) w Carlisle.
Zajmował szereg funkcji w WP, m.in. dowódcy plutonu i baterii w 4 pułku artylerii w Kołobrzegu, szefa artylerii 6. Brygady Pancernej w Stargardzie Szczecińskim, szefa Wydziału Systemów i Stanowisk Dowodzenia oraz szefa Wydziału Wsparcia Bojowego w Dowództwie 1 Korpusu Zmechanizowanego w Bydgoszczy (2001–2004), starszego oficera Oddziału Planowania w Dowództwie Wielonarodowego Korpusu Północno-Wschodniego (Multinational Corps Northeast) w Szczecinie, szefa zespołu w Grupie Organizacyjnej Sojuszniczego Centrum Szkolenia Sił Połączonych (Joint Force Training Centre) w Bydgoszczy (2004–), zastępcy szefa szkolenia w Dowództwie Pomorskiego Okręgu Wojskowego w Bydgoszczy, komendanta Centrum Szkolenia Artylerii i Uzbrojenia im. gen. Józefa Bema w Toruniu, zastępcy szefa Zarządu Planowania Strategicznego – P5 w Sztabie Generalnym Wojska Polskiego (2009–). W 2012 został awansowany na stopień generała brygady przez Prezydenta RP Bronisława Komorowskiego. Dowodził 1 Brygadą Lotnictwa Wojsk Lądowych w Inowrocławiu (2012–2014), był zastępcą dowódcy 12 Szczecińskiej Dywizji Zmechanizowanej, powrócił do Sztabu Generalnego jako Szef Zarządu Analiz Wywiadowczych i Rozpoznawczych P-2 (2014–), doraźnie pełniąc funkcję szefa Misji Polskiej do Komisji Nadzorczej Państw Neutralnych w Korei (2015–). W 2016 zakończył zawodową służbę wojskową, przechodząc w stan spoczynku. Pełnił też funkcję dyrektora Wydziału Ochrony Ludności Urzędu Miejskiego w Toruniu (2017–2020).

## Odznaczenia
- Medal „Pro Patria” (2016)[3]